# Lac Osoyoos
Le lac Osoyoos, ou Osoyoos Lake en anglais, est un lac de Colombie-Britannique, au Canada, et du Washington, aux États-Unis. Le lac Osoyoos, à 277 m d'altitude, a pour alimentation et pour émissaire l'Okanagan, un affluent du fleuve Columbia.

## Géographie

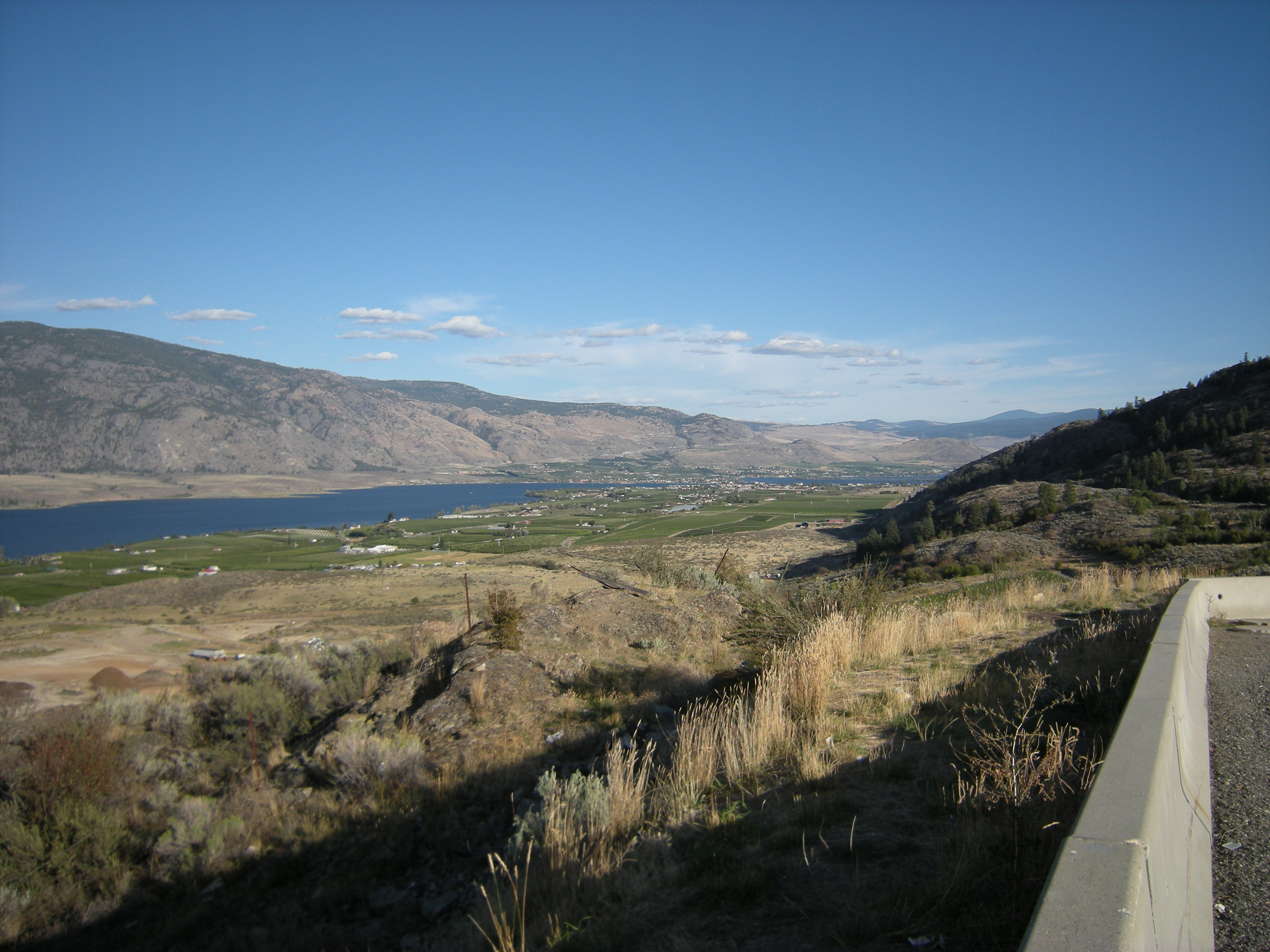
En regardant vers le sud-est dans la vallée de l'Okanagan.

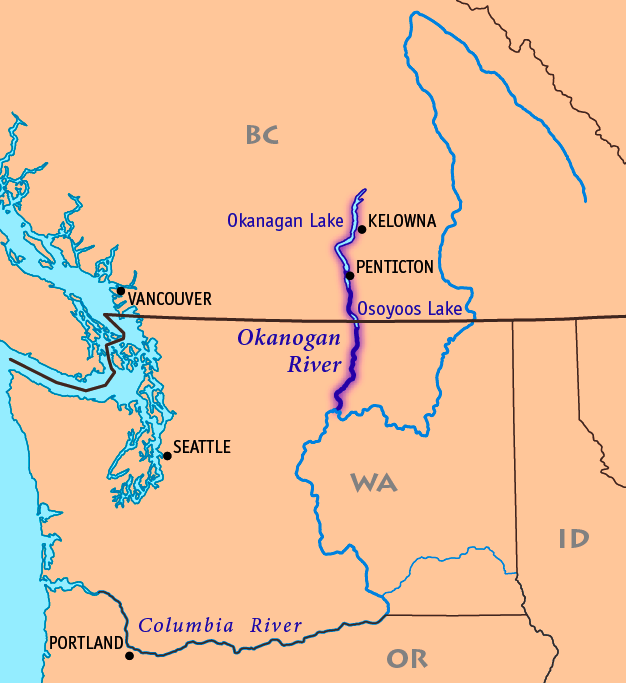
Situation géographique du lac Osoyoos sur l'Okanagan.

Il est situé dans le comté d'Okanogan.